# Paul Bromme
Paul Bromme (24 de dezembro de 1906 – 2 de fevereiro de 1975) foi um político alemão do Partido Social Democrata (SPD) e ex-membro do Bundestag alemão.

## Vida
No primeiro período legislativo (1949-1953) do Bundestag alemão, Bromme foi membro do SPD pelo círculo eleitoral de Lübeck. De 1954 a 1971 ele foi membro do SPD do parlamento estadual de Schleswig-Holstein.

## Literatura
Herbst, Ludolf; Jahn, Bruno (2002).  Vierhaus, ed. Biographisches Handbuch der Mitglieder des Deutschen Bundestages. 1949–2002 (em alemão). München: De Gruyter - De Gruyter Saur. 1715 páginas. ISBN 978-3-11-184511-1